# Liste der Baudenkmale in Stuer
In der Liste der Baudenkmale in Stuer sind alle denkmalgeschützten Bauten der Gemeinde Stuer (Mecklenburg-Vorpommern) und ihrer Ortsteile aufgelistet. Grundlage ist die Veröffentlichung der Denkmalliste des Landkreises Mecklenburgische Seenplatte mit dem Stand vom 8. März 2019.

## Baudenkmale nach Ortsteilen

### Stuer
| ID  | Lage                | Bezeichnung                 | Beschreibung | Bild                        |
| --- | ------------------- | --------------------------- | ------------ | --------------------------- |
| 881 | (Karte)             | Bahnhof mit Empfangsgebäude |              | Bahnhof mit Empfangsgebäude |
| 882 | Dorfstr. 11 (Karte) | ehem. Schule Stallgebäude   |              | ehem. Schule Stallgebäude   |

### Neu Stuer
| ID  | Lage                  | Bezeichnung                  | Beschreibung | Bild                  |
| --- | --------------------- | ---------------------------- | ------------ | --------------------- |
| 883 | Dorfstraße 20 (Karte) | Pfarrhaus Pfarrscheune       |              | PfarrhausPfarrscheune |
| 886 | Friedhof              | Kirche Kirchhofsmauer Portal |              | Weitere Bilder        |
| 885 | Friedhof (Karte)      | Grabmal F.W. Brandes         |              |                       |

### Bad Stuer
| ID   | Lage               | Bezeichnung                  | Beschreibung | Bild                        |
| ---- | ------------------ | ---------------------------- | ------------ | --------------------------- |
| 1149 | Seeufer 10 (Karte) | Villa Berghaus               |              |                             |
| 887  | Seeufer 17 (Karte) | Villa mit Park Statue Remise |              | Villa mit Park StatueRemise |

### Stuer Vorwerk
| ID | Lage         | Bezeichnung                                                                      | Beschreibung | Bild           |
| -- | ------------ | -------------------------------------------------------------------------------- | ------------ | -------------- |
|    | Burg (Karte) | Burganlage mit Wohnturm Fundamente einer Brücke Bogenruine Gewölbekeller Brunnen |              | Weitere Bilder |

## Ehemalige Denkmale
| ID | Lage                        | Bezeichnung           | Beschreibung | Bild |
| -- | --------------------------- | --------------------- | ------------ | ---- |
|    | Stuer Vorwerk Burgstr. 13/1 | ehem. Inspektorenhaus |              |      |

## Quelle
- Karte der Baudenkmale im Geoportal des Landkreises